# Páginas de la vida
Páginas de la vida (en portugués: Páginas da vida) es una telenovela brasileña producida y transmitida por TV Globo. Fue presentada en 203 capítulos. Se estrenó el 10 de julio de 2006, en el horario de las 8:45 PM (hora de Brasil) hasta el 2 de marzo de 2007.
Escrita por Manoel Carlos y Fausto Galvão, con la colaboración de Maria Carolina, Juliana Peres, Ângela Chaves y Daisy Chaves, dirigida por Teresa Lampreia, Luciano Sabino, Fred Mayrink, Adriano Melo y Maria José Rodrigues, con la dirección general de Jayme Monjardim y Fabrício Mamberti sobre núcleo de Jayme Monjardim. 
Protagonizada por Regina Duarte, Marcos Paulo y Marcos Caruso, coprotagonizada por Fernanda Vasconcellos, Thiago Rodrigues y Ana Paula Arósio, con las participaciones antagónicas de Lília Cabral, Regiane Alves, José Mayer, Cláudia Mauro y Danielle Winits. Cuenta con las actuaciones estelares del primer actor Tarcísio Meira, Sônia Braga, Natália do Vale, junto a Edson Celulari, Thiago Lacerda, Grazi Massafera, Leticia Sabatella, Renata Sorrah, Deborah Evelyn, Vivianne Pasmanter, con la participación de estelar de la primera actriz  Glória Menezes y la prestación de la niña Joana Mocarzel.
La telenovela fue nominada para el Emmy Internacional en 2007 a la mejor actriz por la interpretación de Lília Cabral.

## Sinopsis
Nanda es una estudiante en Ámsterdam, allí conoce a Olivia y acaban convirtiéndose en grandes amigas. Olívia se encuentra en esa ciudad de luna de miel con su esposo, Sílvio. Las dos descubren una gran afinidad por el arte, pues Olívia es propietaria de una galería de arte. En una de esas reuniones, Nanda le revela a su amiga está embarazada de Leo, su novio, pero él alegó que tenía un futuro por delante y no quiere niños. 
Nanda decide regresar a Brasil, dejando a Leo, pero al llegar, su madre no la acepta. Desesperada, una noche ella sale de su casa a caminar y desafortunadamente, es atropellada, siendo trasladada al hospital donde trabaja la doctora Elena. Embarazada de un par de gemelos, la muchacha no resiste y muere, pero Elena asiste el parto y logra salvar a los bebés. Sin embargo, una de los hijos, es portadora del Síndrome de Down, por lo que es rechazada por la madre de Nanda, la implacable Marta, una mujer arrogante, muy intransigente y muy amargada con la vida. La doctora Elena decide adoptar a la pequeña, Clara, por lo que Marta cuenta a su familia que la pequeña murió.
Elena es una mujer que ya ha perdido muchas cosas en la vida, y la niña es su razón de vivir. Sin embargo, se oculta al abuelo de los niños, Alex, que su nieta está viva, por temor a que la niña eventualmente caigan en manos de Marta. Dos hombres, su exmarido Greg y exnovio de la juventud, el infectologista Diogo Brigarão pelean el amor de Elena. 
El problema es que Elena tendrá que afrontar una batalla con Olívia, que sabía del embarazo de su amiga y que acaba involucrándose con Leo, años más tarde, cuando él regresa a Brasil y ella se separa de Sílvio. Leo conoce de la existencia de su hijo y el dilema de Elena durante la trama, será el dar a conocer o no al padre del niño que tiene una hija y que esta está viva y es criada por ella. Es entonces que Elena tendrá que enfrentarse nuevamente con Marta. 
Además de la tragedia de Elena, existen otras problemáticas que se abordan en la telenovela. Esta la historia de Anna una anoréxica, que obliga a su hija Giselle a ser bailarina muy delgada. La fotógrafa Isabel, quién lucha contra el fuerte sentimiento por el también fotógrafo, Renato, un hombre grosero que está casado. Dóris, hermana de Sílvio, que se enamora de Sergio, el simpático hermano de Nanda. Teresa una promotora, honesta y correctísima, que vive un dilema por ser tan diferente de su esposo, Néstor, un abogado. La historia de una monja, la Hermana Lavínia, que se relaciona con un paciente con sida en el hospital donde trabaja, dirigido por Sor María, una monja arrogante y grave, conocida como la Hermana mala, completamente diferente de otra madre, la hermana Natércia. 
Los padres de Olívia, son Aristides «Tide» y Amália «Lalinha». La pareja tiene además de Olivia, cinco hijos más: Carmen, Leandro, Elisa, Márcia y Jorge. Carmen es la madre de Marina y vive en conflicto con ella después de la separación de su esposo alcohólico, Bira (que se queda bajo el cuidado de su hija), para vivir su amor con Greg. Leandro está casado con la dedicada y simpática artista plástica Diana, quien tiene una pasión secreta con su estudiante, Ulises. Ellos son padres de Rafael. Elisa es una maestra de ballet, casada con Iván y madre de Felipe y Camila, la mimada hija de su exnovio. Márcia está casada con el corredor Gustavo, que tiene sus ojos puestos en el dinero de Tide. Ellos son los padres de Nina y Tidinho. Y Jorge es un soltero disputadísimo que enamora a la hermosa Simone, a quien Sandra, la hija de Constância, odia. Constancia es la institutriz de la familia, quien ayudó a criar los seis.

## Reparto
| Actor                 | Personaje                                   |
| --------------------- | ------------------------------------------- |
| Regina Duarte         | Helena Camargo Varella                      |
| Lília Cabral          | Marta Toledo Flores                         |
| Fernanda Vasconcellos | Nanda (Fernanda Toledo Flores)              |
| Thiago Rodrigues      | Léo (Leonardo Maia de Almeida)              |
| Marcos Caruso         | Alex (Alexandre Flores)                     |
| Ana Paula Arósio      | Olívia Fragoso Martins de Andrade Duarte    |
| Edson Celulari        | Sílvio Duarte                               |
| Natália do Vale       | Carmem Fragoso Martins de Andrade Lobo      |
| José Mayer            | Greg (Gregório Rodrigues Lobo)              |
| Thiago Lacerda        | Jorge Fragoso Martins de Andrade            |
| Danielle Winits       | Sandra Ribeiro                              |
| Vivianne Pasmanter    | Isabel Fernandes                            |
| Caco Ciocler          | Renato Martins                              |
| Regiane Alves         | Alice Miranda de Vilela Arruda              |
| Leandra Leal          | Sabrina Marcondes                           |
| Marcos Paulo          | Diogo de Carvalho                           |
| Sônia Braga           | Tônia Werneck                               |
| Tarcísio Meira        | Tide (Aristides Martins de Andrade)         |
| Glória Menezes        | Lalinha (Amália Fragoso Martins de Andrade) |
| Letícia Sabatella     | Hermana Lavínia                             |
| Deborah Evelyn        | Anna Maria Saraiva                          |
| Helena Ranaldi        | Márcia Fragoso Martins de Andrade Pinheiro  |
| Walderez de Barros    | Constância Ribeiro                          |
| Ângela Leal           | Hilda Nascimento                            |
| Ana Botafogo          | Elisa Fragoso Martins de Andrade Telles     |
| Grazi Massafera       | Thelminha (Thelma Ribeiro)                  |
| Christine Fernandes   | Simone Bueno                                |
| Tato Gabus Mendes     | Leandro Fragoso Martins de Andrade          |
| Renata Sorrah         | Lic. Teresa Junqueira de Figueiredo         |
| Nathalia Timberg      | Hortência Miranda de Almeida Vilela Arruda  |
| Antônio Calloni       | Gustavo Pinheiro de Sousa                   |
| Elisa Lucinda         | Selma Araújo                                |
| André Frateschi       | Dorival                                     |
| Louise Cardoso        | Diana Salles Martins de Andrade             |
| Ângelo Antônio        | Miroel Saraiva                              |
| Umberto Magnani       | Zé (José Ribeiro)                           |
| Susana Ribeiro        | Suzy                                        |
| Marly Bueno           | Hermana Maria                               |
| Bete Mendes           | Hermana Natércia                            |
| Sidney Sampaio        | Vinícius Pessoa                             |
| Buza Ferraz           | Ivan Monteiro Telles                        |
| Eduardo Lago          | Bira (Ubirajara Rangel)                     |
| Marjorie Estiano      | Marina Martins de Andrade Rangel            |
| Sílvia Salgado        | Verônica Toledo Mattos                      |
| Luciano Chirolli      | Eliseu Mattos                               |
| Luma Costa            | Francis                                     |
| Ana Furtado           | Lívia Ferreira Martins                      |
| Sthefany Brito        | Kelly Toledo Mattos                         |
| Zé Carlos Machado     | Nestor Figueiredo                           |
| Zé Victor Castiel     | Machadão                                    |
| Miguel Lunardi        | Gabriel                                     |
| Xuxa Lopes            | Belita (Isabel Ferreira)                    |
| Paulo César Grande    | Lucas Azevedo                               |
| Cláudia Mauro         | Angélica Cunha                              |
| Fernando Eiras        | Rubinho (Rubens Bueno)                      |
| Henrique César        | Dr. Moretti                                 |
| Inez Viana            | Hermana Fátima                              |
| Joelson Medeiros      | Domingos                                    |
| Lucci Ferreira        | Horácio                                     |
| Lígia Cortez          | Cecília                                     |
| Duda Nagle            | Fred                                        |
| Selma Reis            | Hermana Zenaide                             |
| Max Fercondini        | Sérgio Toledo Flores                        |
| Jorge de Sá           | Salvador Fortunato                          |
| Narjara Turetta       | Inesita                                     |
| Domingos Meira        | Ulisses                                     |
| Luana Carvalho        | Lili                                        |
| Manuela do Monte      | Nina Martins de Andrade Pinheiro            |
| Nina Morena           | Vandinha                                    |
| Thiago Picchi         | Marcelo Nascimento                          |
| Hylka Maria           | Odete                                       |
| Flávia Pucci          | Dra. Juliana                                |
| Luciele di Camargo    | Camila Fragoso Martins de Andrade           |
| Ana Carolina Dias     | Maria                                       |
| Bruno Padilha         | Saldanha                                    |
| Quitéria Chagas       | Dorinha                                     |
| Pedro Neschling       | Rafael Salles Martins de Andrade            |
| Thalita Carauta       | Lídia                                       |
| Daniela Galli         | Dra. Marília                                |
| Lú Mendonça           | Mônica                                      |
| Carolina Bezerra      | Margareth                                   |
| Juana Garibaldi       | Adriana                                     |
| Sabrina Rosa          | Célia                                       |
| Bruce Gomlevsky       | Bruce                                       |
| Júlia Carrera         | Tatiana                                     |
| Rafael Almeida        | Luciano Junqueira de Figueiredo             |
| Pérola Faria          | Gisele Saraiva                              |
| Sophie Charlotte      | Joyce                                       |
| Armando Babaioff      | Felipe Martins de Andrade Telles            |
| Marcos Henrique       | Pinhão                                      |
| Carolina Oliveira     | Gabi (Gabriela Cunha Azevedo)               |
| Joana Mocarzel        | Clarinha (Clara Camargo Varella)            |
| Gabriel Kaufmann      | Francisco Toledo de Almeida                 |
| Rachel de Queiroz     | Gisele (niña)                               |